# Kazuki Ganaha
Kazuki Ganaha (født 26. september 1980) er en japansk fodboldspiller.

## Japans fodboldlandshold
| Japans landshold | Japans landshold | Japans landshold |
| År               | Kmp              | Mål              |
| ---------------- | ---------------- | ---------------- |
| 2006             | 6                | 3                |
| Total            | 6                | 3                |